# Condado de Grant (Nuevo México)
El condado de Grant es uno de los 33 condados del estado estadounidense de Nuevo México. La sede del condado es Silver City, al igual que su mayor ciudad. El condado tiene un área de 10 276 km² (de los cuales 4 km² están cubiertos por agua) y una población de 31 002 habitantes, para una densidad de población de 3 hab/km² (según censo nacional de 2000). Este condado fue fundado en 1868.

## Demografía
Para el censo de 2000, había 31 002 personas, 12 146 jefes de familia, y 8514 familias residiendo en el condado. La densidad de población era de 8 habitantes por milla cuadrada.
La composición racial del condado era:
- 75,67% blancos
- 0,52% negros o negros estadounidenses
- 1,35% nativos americanos
- 0,29% asiáticos
- 0,03% isleños
- 19,02% otras razas
- 3,11% de dos o más razas.

Había 12 146 jefes de familia, de los cuales el 31,30% tenían menores de 18 años viviendo con ellas, el 52,70% eran parejas casadas viviendo juntas, el 12,90% eran mujeres cabeza de familia monoparental (sin cónyuge), y 29,90% no eran familias.
El tamaño promedio de una familia era de 3,01 miembros.
En el condado el 26,20% de la población tenía menos de 18 años, el 8,50% tenía de 18 a 24 años, el 23,70% tenía de 25 a 44, el 25,10% de 45 a 64, y el 16,50% eran mayores de 65 años. La edad promedio era de 39 años. Por cada 100 mujeres había 95,10 hombres. Por cada 100 mujeres mayores de 18 años había 91,30 hombres.

## Economía
Los ingresos medios de una cabeza de familia del condado eran de USD 29 134 y el ingreso medio familiar era de USS 34 231. Los hombres tenían unos ingresos medios de USD 31 126 frente a USD 19 627 de las mujeres. El ingreso per cápita del condado era de USD 14 597. El 15,10% de las familias y el 18,70% de la población estaban debajo de la línea de pobreza. Del total de gente en esta situación, 25,90% tenían menos de 18 y el 9,50% tenían 65 años o más.